# Anna (Espanha)
Anna é um município da Espanha na província de Valência, Comunidade Valenciana. Tem 21,4 km² de área e em 2021 tinha 2 627 habitantes (densidade: 122,8 hab./km²).

## Demografia
| Variação demográfica do município entre 1991 e 2004 | Variação demográfica do município entre 1991 e 2004 | Variação demográfica do município entre 1991 e 2004 | Variação demográfica do município entre 1991 e 2004 |
| --------------------------------------------------- | --------------------------------------------------- | --------------------------------------------------- | --------------------------------------------------- |
| 1991                                                | 1996                                                | 2001                                                | 2004                                                |
| 2666                                                | 2637                                                | 2742                                                | 2775                                                |